# Psara
Psara (gr. Ψαρά) – wyspa w Grecji, na Morzu Egejskim, w administracji zdecentralizowanej Wyspy Egejskie, w regionie Wyspy Egejskie Północne, w jednostce regionalnej Chios, w gminie Psara. W 2011 roku liczyła 454 mieszkańców.
Psara jest położona 81 km na zachód od wyspy Chios i 150 km na wschód od Aten. W jej najbliższym sąsiedztwie znajduje się wysepka Andipsara.

## Historia

Flaga wyspy Psara z dewizą: Elefteria i Tanatos – Wolność albo Śmierć

Pierwsi osadnicy osiedlili się na Psarze w czasach mykeńskich, o czym świadczą liczne znaleziska archeologiczne. Homer jako pierwszy wymienił nazwę wyspy nazywając ją Psyra. Jednak ze względu na oddalenie od lądu i trudne warunki życia (brak ziem pod uprawę), osadnictwo na wyspie zostało przerwane. Ponownie zamieszkano na Psarze zapewne w XVI wieku. Na początku XIX wieku wyspa miała trzecią co do wielkości flotę handlową w Grecji po Hydrze i Spetses, liczącą około 45 statków.
Ludność Psary dołączyła się do greckiej wojny o niepodległość 10 kwietnia 1821 roku, 2 tygodnie po wybuchu powstania. Małe, zwrotne i szybkie okręty Psariotów z powodzeniem stawiały czoła flocie osmańskiej, prowadząc ataki m.in. za pomocą brulotów (zwanych też branderami). Z wyspy pochodził słynny bohater walk o niepodległość Grecji, dowódca brulotierów i przyszły premier, Konstandinos Kanaris.

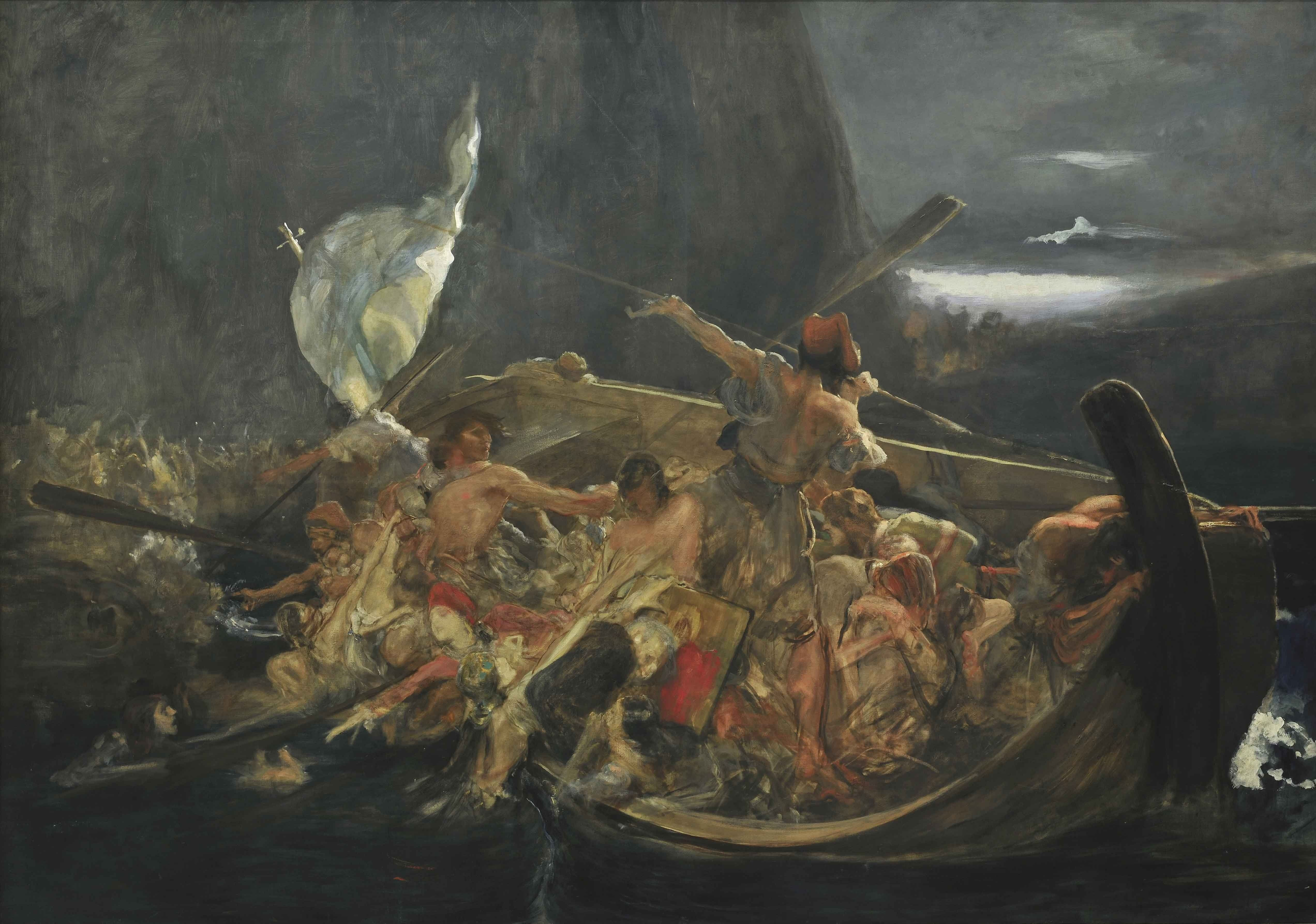
Ucieczka ocalałych z Psary w wyobrażeniu Nikolaosa Jizisa

Najtragiczniejszym wydarzeniem w dziejach wyspy była tzw. masakra na Psarze, w wyniku której 17 tysięcy ludzi zginęło lub uprowadzono w niewolę. 21 czerwca 1824 roku na wyspie wylądowały wojska osmańskie pod dowództwem Mechmeda Chosrefa Paszy, w celu ukarania greckiego powstania. Liczba ofiar rzezi była szczególnie wysoka, ponieważ na wyspie szukało wówczas schronienia wiele ludności cywilnej, głównie uciekinierów z innych wysp, w tym mieszkańców zmasakrowanej w 1822 roku sąsiedniej, większej wyspy Chios. 120 spośród obrońców po desperackiej walce świadomie wybrało dla siebie i swych bliskich śmierć samobójczą, wysadzając się w powietrze w dominującej nad okolicą fortyfikacji Mawri Rachi (gr. Μαύρη Ράχη). Część mieszkańców zdołała jednak opuścić wyspę. Uciekinierzy założyli następnie osadę Nea Psara (Nowa Psara) na wyspie Eubea. Tragedia, ale także determinacja obrońców odbiły się szerokim echem wśród społeczności międzynarodowej, wzmagając ruch filhelleński.
Wyspa weszła w skład odrodzonej Grecji w 1912 roku, w trakcie I wojny bałkańskiej, i pozostała w niej dzięki zwycięstwom w bitwach morskich koło przylądka Elli oraz wyspy Limnos. W obu bitwach wyróżnił się okręt pancerny „Psara”. Inny okręt o tej nazwie, niszczyciel „Psara”, służył w II wojnie światowej. Aktualnie „Psara” to nazwa fregaty o numerze taktycznym F-454, zwodowanej w 1993 w stoczni Hellenic Shipyard.

## Warunki turystyczne

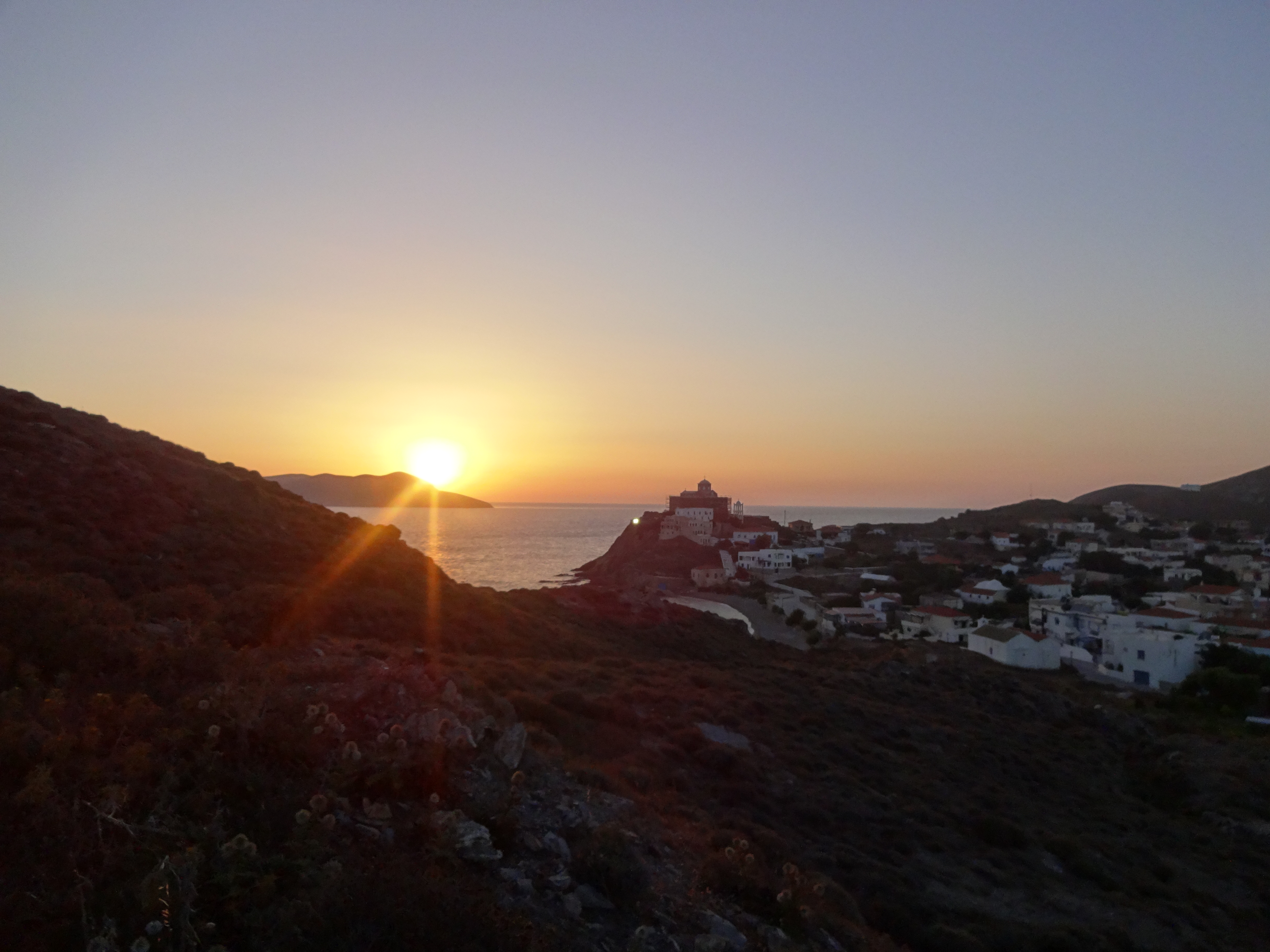
Zachód słońca nad wyspą Psara

Wyspa przyciąga niewielu turystów ze względu na brak pamiątek historycznych, turystycznych atrakcji i niekorzystne warunki klimatyczne (wietrzne wybrzeże, wzburzone morze). Wskutek tego rzadsze są tam również rejsy promowe.
Jedyną zamieszkaną miejscowością jest Psara, posiadająca niewielki port z połączeniem promowym z wyspą Chios oraz lądowisko helikopterów. Nieliczne domy pochodzą z XIX stulecia; nadal opustoszałe jest miejsce tragedii z 1824 roku. Najlepsze plaże to nieco odległe od miejscowości Lakka i Limnos. Na północy wyspy położony jest klasztor Kimisis, znany z dorocznej uroczystości w dniu 5 sierpnia, z procesją obnoszącą cudowną ikonę.

## Ludzie związani z wyspą

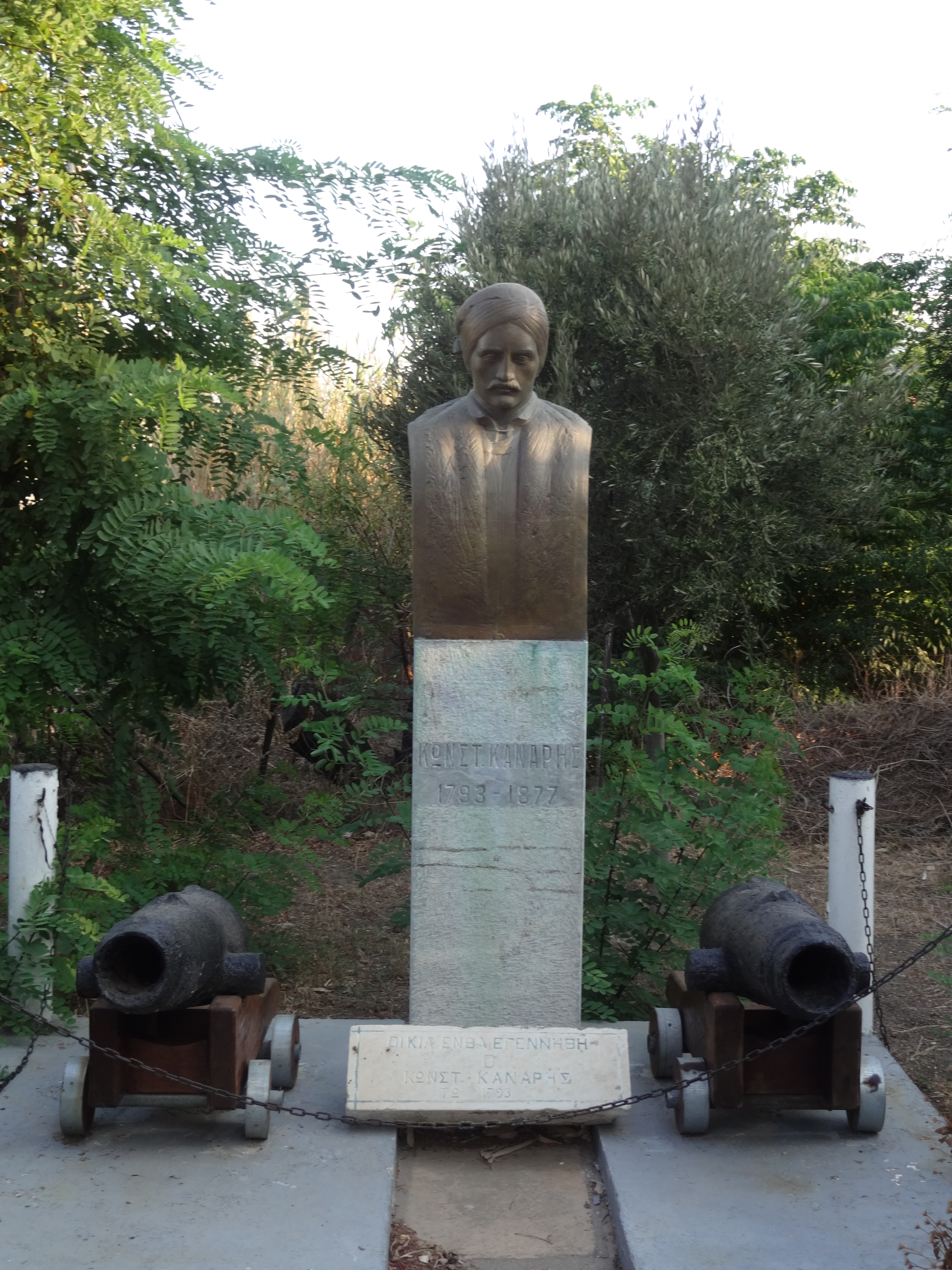
Pomnik Konstandinosa Kanarisa

- Konstandinos Kanaris – bohater walk o niepodległość Grecji, dowódca floty, minister, premier Grecji.

## Zróżnicowania populacji wyspy
| Rok  | Populacja | Zmiana         |
| ---- | --------- | -------------- |
| 1824 | 7,000     | -              |
| 1951 | 700       | -              |
| 1961 | 576       | -124 / -17,71% |
| 1971 | 487       | -89 / -15,45%  |
| 1981 | 460       | -27 / -5,54%   |
| 1991 | 438       | -22 / -4,78%   |
| 2001 | 422       | -16 / -3,65%   |
| 2011 | 454       | +32 / +7,58%   |